# Újezd (Vodňany)
Újezd je vesnice, část města Vodňany v okrese Strakonice v Jihočeském kraji. Nachází se asi tři kilometry jihovýchodně od Vodňan. Újezd leží v katastrálním území Újezd u Vodňan o rozloze 5,08 km². Újezd těsně sousedí s Hvožďany.

## Historie
První písemná zmínka o vesnici pochází z roku 1360, kdy byla v držení jistého Viléma. Od 14. století zde stávala také tvrz, která se však nedochovala.

## Obyvatelstvo
| Rok            | 1869 | 1880 | 1890 | 1900 | 1910 | 1921 | 1930 | 1950 | 1961 | 1970 | 1980 | 1991 | 2001 | 2011 | 2021 |
| -------------- | ---- | ---- | ---- | ---- | ---- | ---- | ---- | ---- | ---- | ---- | ---- | ---- | ---- | ---- | ---- |
| Počet obyvatel | 295  | 294  | 256  | 250  | 282  | 286  | 315  | 240  | 236  | 210  | 218  | 189  | 179  | 226  | 232  |
| Počet domů     | 49   | 49   | 49   | 49   | 50   | 52   | 61   | 68   | 104  | 65   | 64   | 71   | 76   | 88   | 99   |

## Obecní správa
Při sčítání lidu v letech 1850–1973 Újezd byl samostatnou obcí, se kterým patřil nejprve do okresu Prachatice, ale v letech 1890–1930 v okrese Písek, posléze v roce 1950 v okrese Vodňany a od roku 1960 v okrese Strakonice. Od 1. ledna 1974 je částí města Vodňany v okrese Strakonice. V letech 1961–1973 k obci patřily Hvožďany.

## Samospráva
Újezd patří správně pod nedaleké Vodňany. Je zde pětičlenný osadní výbor.

## Pamětihodnosti
- Zděná výklenková kaple, čtverhranného půdorysu, se nachází u příjezdové silnice do vesnice, u odbočky z komunikace 20.
- Návesní kaple má nad vchodem uvedenou dataci 1777.
- U domu čp. 37 se nalézají udržovaná zděná boží muka.
- Kamenný pomník padlým v první světové válce je umístěný poblíž návesní kaple.

## Galerie

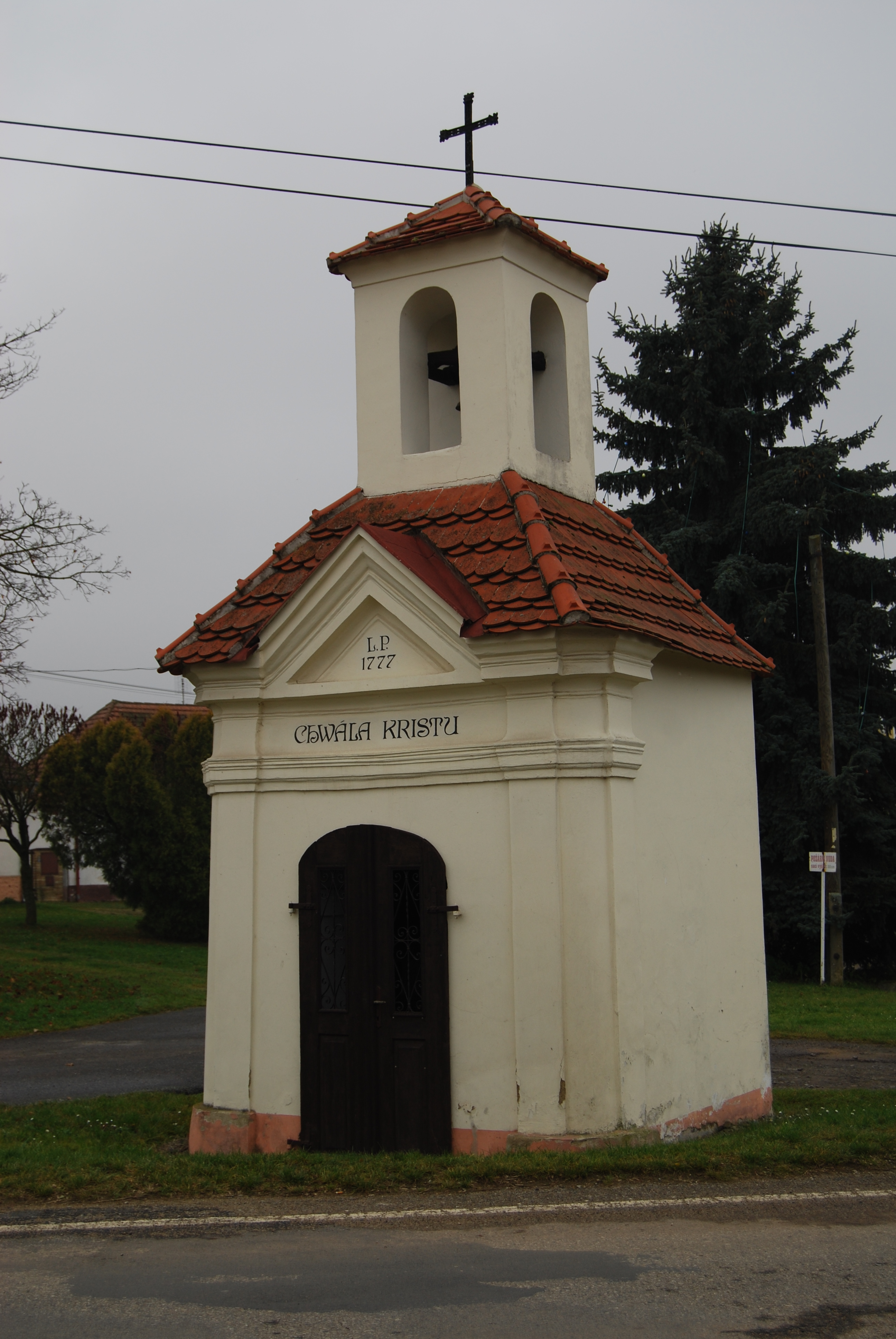
Návesní kaple
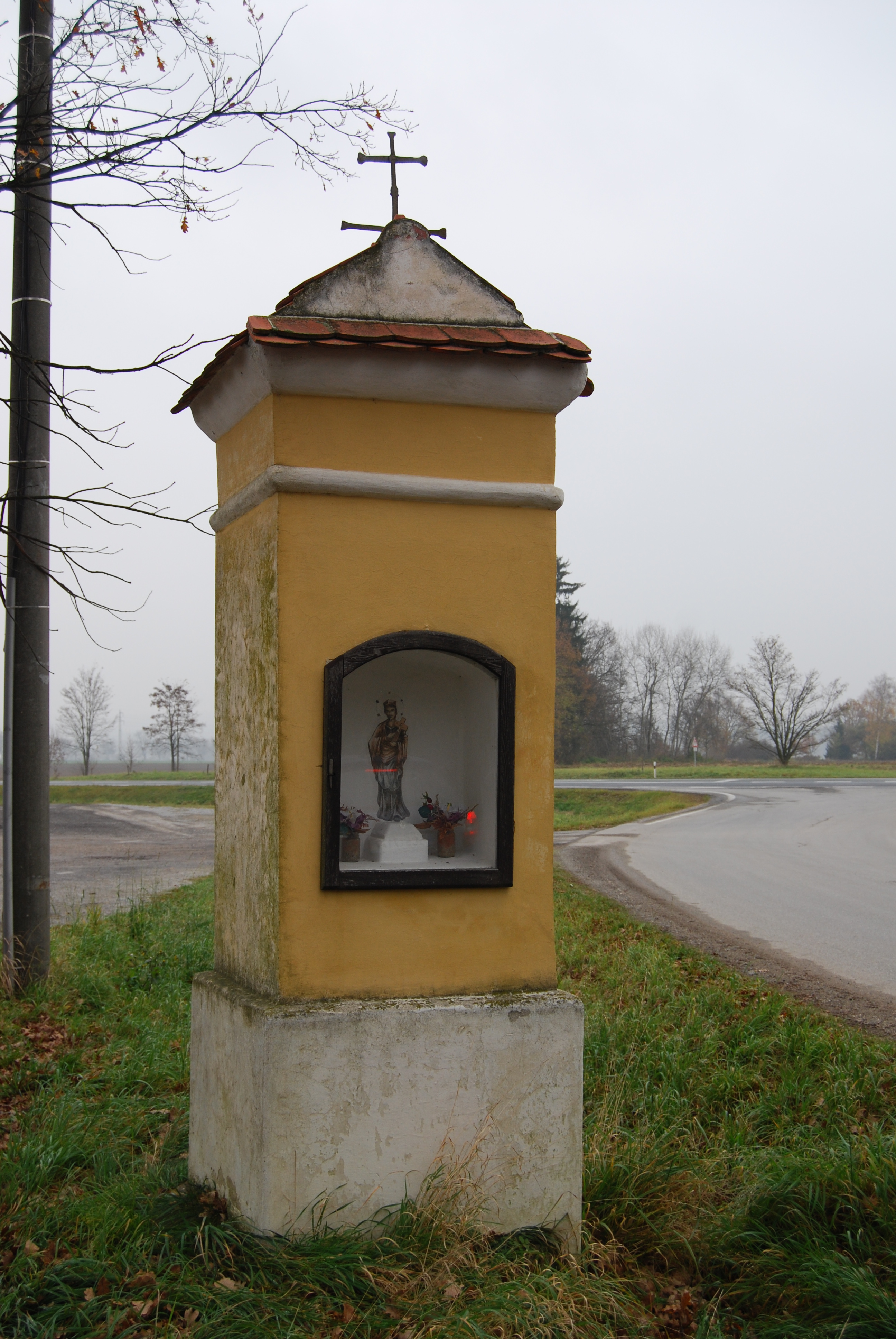
Kaple před vesnicí
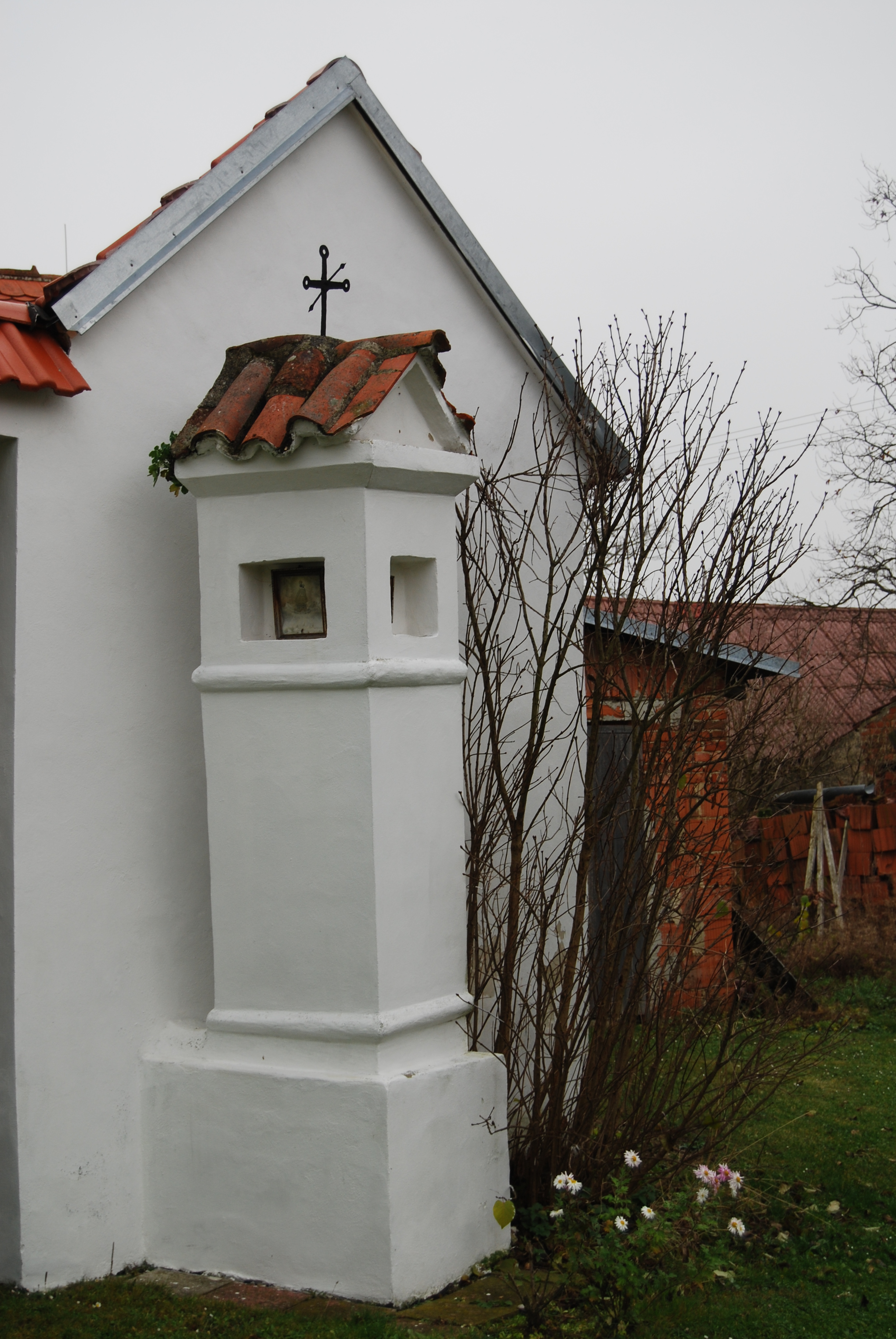
Boží muka
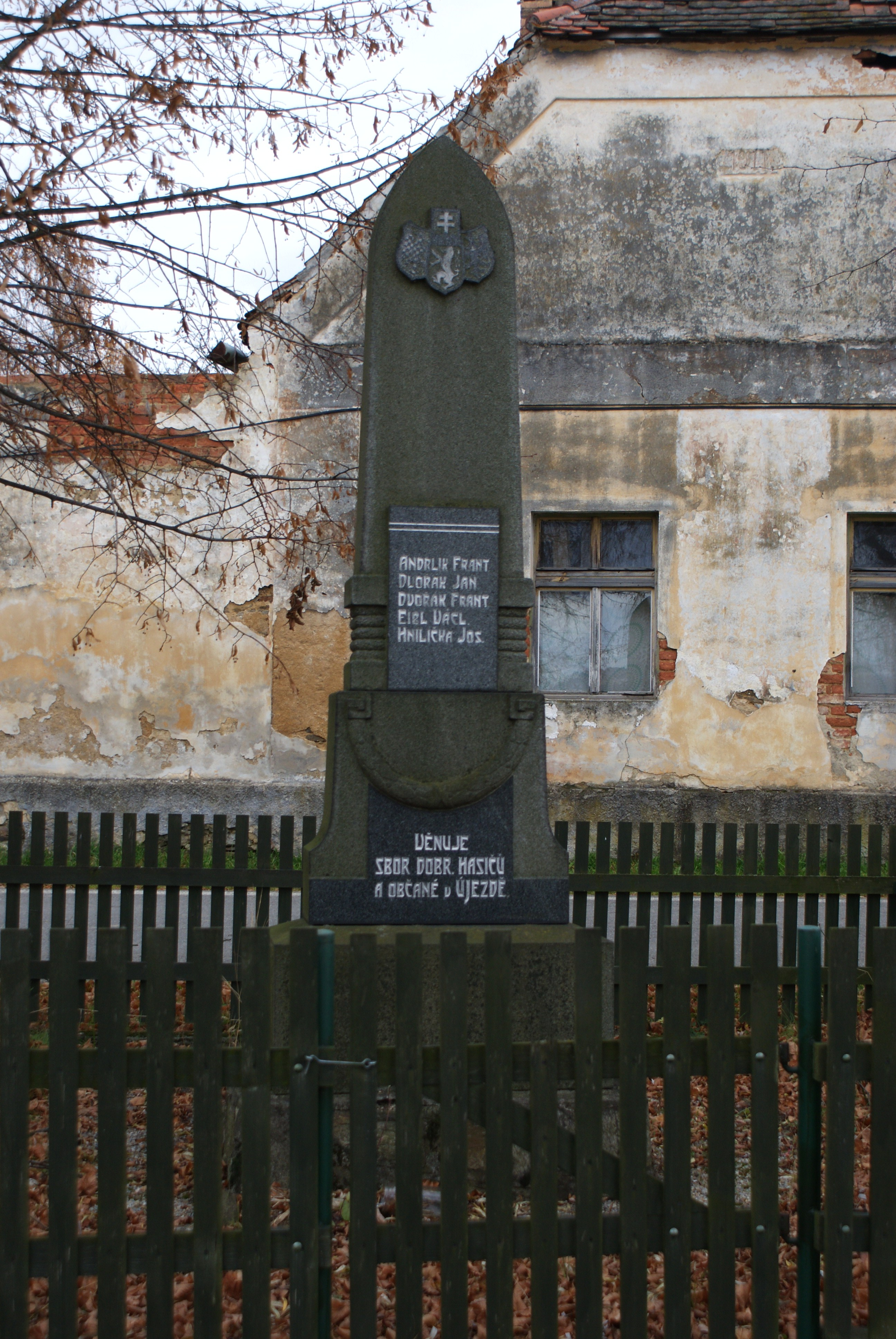
Pomník padlým